# Helconichia reina
Helconichia reina är en stekelart som beskrevs av Barbara Sharanowski och Michael J. Sharkey 2007. Helconichia reina ingår i släktet Helconichia och familjen bracksteklar. Inga underarter finns listade i Catalogue of Life.